# Denis Do
Denis Do est un réalisateur français d’origine cambodgienne.

## Biographie
Il est diplômé de l'école des Gobelins. Il est le réalisateur du long métrage Funan, récompensé au festival d'Annecy en 2018, et qui sort en salles le 6 mars 2019.

## Filmographie

### Cinéma
- 2009 : Le Ruban (court métrage), coréalisateur
- 2018 : Funan
- 2023 : La Forêt de mademoiselle Tang (moyen métrage)

### Télévision
- 2022 : Jade Armor, coréalisateur de 15 épisodes

## Distinctions
- Festival international du film d'animation d'Annecy 2018 : Cristal du long métrage pour Funan
- Césars 2024 : nommé au César du meilleur court métrage d'animation pour La Forêt de mademoiselle Tang